# Edward Żeligowski
Edward Witold Żeligowski pseudonim Antoni Sowa (ur. 3 grudnia 1815 w Korekowcach na Białorusi, zm. 28 grudnia 1864 w Genewie) – poeta, tłumacz (zwłaszcza literatury rosyjskiej), publicysta. Autor fantazji dramatycznej „Jordan” i innych. Członek korporacji akademickiej Konwent Polonia w Dorpacie.

## Życiorys
W latach 1833–1836 odbywał studia na uniwersytecie w Dorpacie, gdzie został internowany za udział w tajnym stowarzyszeniu patriotycznym. Po zwolnieniu w 1842 r. osiadł w Wilnie, gdzie nawiązał kontakty z radykalną młodzieżą demokratyczną, stając się jednym z jej przywódców. W 1846 r. opublikował fantazję dramatyczną pt. „Jordan”, która została uznana za jego manifest ideowy. Przygotował część 2 „Jordana” pt. „Zorski”, ale radykalizm utworu uniemożliwił jego druk.
Poglądy Żeligowskiego zostały uznane za niebezpieczne i dlatego w 1851 roku skazano go na zesłanie w Pietrozawodsku. Chory Żeligowski cierpiał z powodu chłodnego klimatu i 1853 poprosił o przeniesienie do Orenburga. Po pozytywnym rozpatrzeniu prośby przeniesiono go jesienią 1853 do Orenburga, gdzie poznał wielu intelektualistów i zaprzyjaźnił się z Tarasem Szewczenko, z którym utrzymywał następnie korespondencję. W styczniu 1954 został przeniesiony do Ufy. W lecie 1854 po poleceniu go przez wicegubernatora Igora Baranowskiego został mianowany przez gubernatora I.M. Potulowa urzędnikiem niższego szczebla i pracował jako asystent Baranowskiego. Baranowski z jego pomocą podjął walkę z łapówkarstwem i przekupstwem urzędników. W związku z tym zatrudnieniem Żeligowski otrzymywał całkiem niezłe wynagrodzenie (215 rubli) i mógł opuszczać Ufę. W Ufie poznał też poetę i tłumacza M. Michajłowa, który w późniejszym okresie odegrał istotną rolę w ruchu wyzwoleńczym. W Ufie poznał tez swoją wielką miłość i przyszłą żonę Zofię Butkiewicz, pochodzącą ze starego rodu szlacheckiego. Połączyły ich takie same zapatrywania polityczne i ukochanie literatury
Po zwolnieniu w 1858 r. wyjechał z ukochaną do Petersburga. Od stycznia 1859 r. był jednym z redaktorów czasopisma „Słowo”, które jednak po 14 numerach zamknęła cenzura. Żeligowski, tym razem sam, wyjechał do Paryża, skąd pisał artykuły do pism krajowych. Od 1860 r. do końca życia mieszkał w Genewie, dokąd udał się z powodu problemów ze zdrowiem. W 1861 przyjechała do niego ukochana, z którą od wyjazdu za granicę utrzymywał kontakt listowny i para pobrała się niebawem. Jednak nadszarpnięte zdrowie poety uniemożliwiło mu dłuższe życie. Zmarł już po trzech latach w końcu 1964, w wieku 48 lat. 

## Twórczość
- Jordan (1846), wyd. J. Zawadzki, Wilno
- Poezje Antoniego Sowy (1858), B.M. Wolff, Petersburg
- Dziś i wczoraj (1858) – powieść społeczna